# Людино-машинна взаємодія

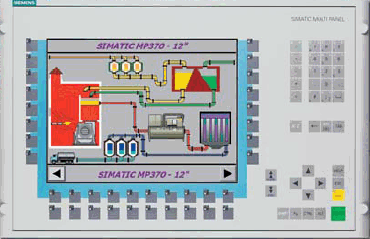
Приклад унаочнення технологічного процесу в SCADA

Людино-комп'ютерна взаємодія (англ. human–computer interaction; HCI) досліджує проєктування та використання комп'ютерних технологій на межі взаємодії між людьми (користувачами) і комп'ютерами. Дослідники в області HCI вивчають способи, якими люди взаємодіють з комп'ютерами, та технології, що забезпечують нові форми взаємодії між людьми і комп'ютерами.

## Історія
Галузь досліджень взаємодії людини з комп'ютером лежить на перетині інформатики, поведінкових наук, дизайну, медіадосліджень і кількох інших областей вивчення. Цей термін було введено Стюартом К. Кардом, Алленом Ньюелом і Томасом П. Мораном в їхній основоположній праці 1983 року «Психологія людино-машинної взаємодії», хоча автори вперше використали це визначення ще 1980 року, а перше відоме його застосування відбулося 1975 року. Цей термін означає, що комп'ютер, на відміну від інших інструментів із обмеженим використанням (наприклад, молотка, який насамперед корисний для забивання цвяхів), має безліч застосувань, які втілюються через відкриту співдію між користувачем і комп'ютером. Сутність взаємодії людини з комп'ютером уподібнюється до взаємин людини з людиною; ця відповідність має вирішальне значення для теоретичних міркувань у цій галузі.

Інтерфейс керування базовим моніторингом

## Вступ
У промислових умовах, людино-машинний інтерфейс найчастіше здійснюється з використанням звичних апаратних і програмних засобів: операторських панелей, комп'ютерів і типового програмного забезпечення. Отож, головним завданням людино-машинного інтерфейсу в SCADA-системах, є полегшення роботи оператора, шляхом відбиття на екрані комп'ютера інтуїтивно зрозумілих відомостей, про роботу устаткування.
Люди співпрацюють з комп'ютерами багатьма способами; інтерфейс між людьми й комп'ютерами, які вони використовують, має вирішальне значення для полегшення цієї взаємодії. На початку 2000-х років настільні програми — зокрема веб-браузери, кишенькові комп'ютери та термінали — широко використовували графічні інтерфейси користувача (GUI), що стали зразком взаємодії. Одночасно розвивалися голосові інтерфейси (VUI), які забезпечували розпізнавання мови та інтеграцію різних систем. Утім, технічний поступ не зупинився на цьому: з’явилися мультимодальні та жестові інтерфейси, які дали змогу користувачам взаємодіяти з втіленими агентами — такими, що мають символьне чи аватарне представлення — у способах, раніше недосяжних для звичних інтерфейсних моделей.

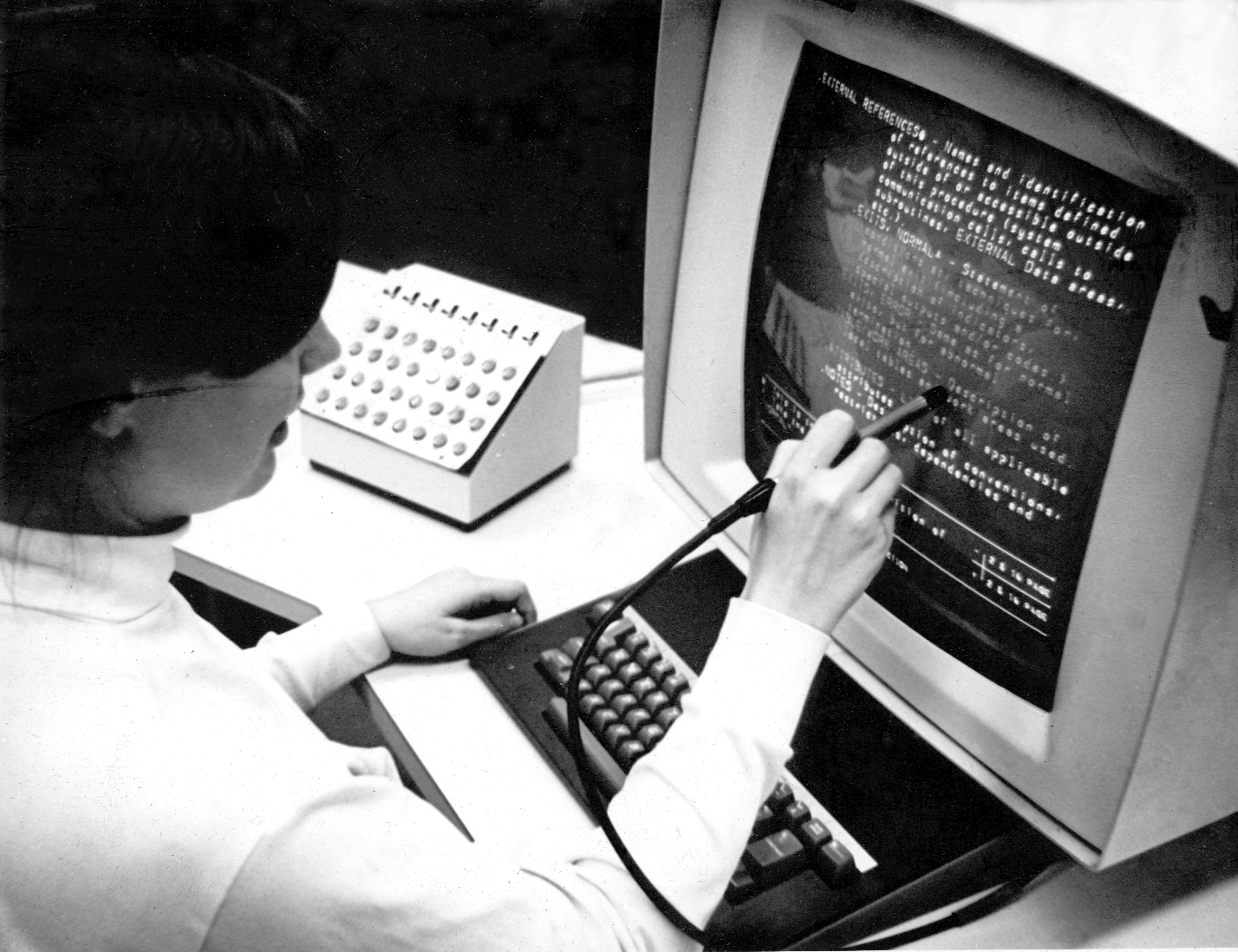
На фотографії 1969 року показано HES (програмне забезпечення) на графічному дисплеї IBM 2250 Model IV, в тому числі світлове перо та клавіатура з програмованими функціями; канал з'єднаний з мейнфреймом IBM 360 Брауна (застосовувалося в НАСА).

Замість розробки звичних інтерфейсів численні науково-дослідні наукові школи мали різну спрямованість: на поняттях мультимодальних, а не унімодальних, інтелектуальних пристосованих інтерфейсах, не на основі командних / дієвих, і на активних, а не на пасивних інтерфейсах.
Асоціація обчислювальної техніки (ACM) визначає взаємодію людини з комп'ютером як дисципліну, яка стосується проєктування, оцінки та впровадження інтерактивних обчислювальних систем задля використання людиною, а також вивчення основних явищ, що оточують їх. Важливим чинником HCI є забезпечення задоволеності користувача (або, точніше, кінцевого користувача — Computing Satisfaction). «Оскільки взаємодія людини з комп'ютером (англ. HCI) вивчає людину та машину у співпраці, вона спирається на підтримку можливостей як машинних, так і людських. З боку машини важливі технології в галузі комп'ютерної графіки, операційних систем, мов програмування та середовищ розробки; стосовно людини насущні теорії комунікації, графічний та промисловий дизайн, дисципліни мовознавства, соціальних наук, когнітивної психології, соціальної психології, і людські чинники, як от задоволеність користувачів комп'ютерів і, звичайно ж, інженерні та проєктні методи». Завдяки міждисциплінарному характеру HCI, люди з різноманітним досвідом роблять власний внесок у її успіх. HCI також, іноді називають взаємодією людина-машина (human–machine interaction, HMI), людино-машинною взаємодією (man–machine interaction, MMI), або взаємодією людини з комп'ютером (computer–human interaction, CHI).
Погано розроблені інтерфейси людина-машина можуть призвести до багатьох несподіваних проблем. Класичним прикладом цього може бути аварія 28 березня 1979 року, на АЕС Three Mile Island — часткове розплавлення ядерного палива, де подальше дослідження дійшло висновку, що проєкт інтерфейсу людина-машина, принаймні частково відповідальний за катастрофу.

## Мета
Людино-комп'ютерна взаємодія вивчає способи, у які люди застосовують або не використовують обчислювальні артефакти, системи та інфраструктури. До того ж, велику частину досліджень цієї галузі спрямовано на поліпшення взаємодії людини з комп'ютером, завдяки підвищенню зручності використання комп'ютерних інтерфейсів. Усе частіше обговорюється — як зручність і простота співвідносяться з іншими соціальними і культурними цінностями, і те, як можна точно зрозуміти, коли вони потрібні, й у якому разі, вони не можуть бути бажаною властивістю комп'ютерних інтерфейсів.
Велика частина досліджень, щодо взаємодії людини з комп'ютером, стосується:
- Методів розробки нових комп'ютерних інтерфейсів, що покращують конструкцію, для отримання бажаної властивості, як от, наприклад — здатність до навчання або ефективність використання.
- Способів впровадження інтерфейсів, наприклад — за допомогою програмних бібліотек.
- Засобів оцінки та порівняння інтерфейсів щодо їхньої придатності та інших бажаних властивостей.
- Способів вивчення використання комп'ютера людиною і їхніх соціально-культурних наслідків у більш широкому сенсі.
- Моделі та теорії використання комп'ютера людиною, а також концептуальних меж задля розробки комп'ютерних інтерфейсів, скажімо — когнітивні моделі користувачів, теорії діяльності або етно-методологічного пояснення використання комп'ютера людиною.
- Перспективи — як критично осмислювати цінності, котрі лежать в основі обчислювального проєктування, використання комп'ютера та науково-дослідну практику HCI.

Бачення того, що прагнуть досягти дослідники в галузі HCI, є різноманітними. Коли розробляють когнітивні плани на майбутнє, дослідники HCI можуть спробувати вирівняти комп'ютерні інтерфейси з ментальною моделлю, яку люди використовують у власній діяльності. У межах посткогнітивного підходу, дослідники HCI можуть спробувати вирівняти комп'ютерні інтерфейси з присутніми соціальними практиками або наявними соціально-культурними цінностями.
Дослідники з HCI зацікавлені в розробленні нових методик проєктування, експериментуванні з новими пристроями, прототипуванні нових програмних та апаратних систем, дослідженні свіжих парадигм взаємодії, та проєктуванні моделей і теорій взаємодії.

## Проєктування

### Принципи
Під час оцінки поточного, призначеного для користувача інтерфейсу, або розробки нового, користувач взаємодіє безпосередньо з апаратним забезпеченням, пристроями введення-виведення, як от дисплеї; наприклад, за допомогою графічного інтерфейсу користувача. Користувач взаємодіє з комп'ютером цим програмним інтерфейсом, використовуючи ввід/вивід (I / O), апаратне забезпечення вводу-виводу. Програмне й апаратне забезпечення повинно бути узгоджено так, щоб обробка, призначеного для користувача введення, була швидкою, а затримка виводу комп'ютера не заважала б робочому процесу. Для розроблення інтерфейсу користувача важливо мати на увазі наступні дослідні принципи проєктування:
- Попереднє зосередження на користувача(ів) і завдання;
- Установити — скільки користувачів треба для виконання завдання(ь) і визначити — хто повинен бути відповідним користувачем; той, хто ніколи не використовував інтерфейс, і не буде застосовувати його в майбутньому, швидше за все, не є допустимим користувачем.
- Окрім того, визначають завдання, які користувачі будуть виконувати і як часто це буде потрібно робити.

### Емпіричні вимірювання
- Перевірте інтерфейс на ранній стадії з дійсними користувачами, які вступають у контакт з інтерфейсом, на щоденній основі.
- Майте на увазі, що підсумки можуть змінюватися залежно від рівня продуктивності користувача і не можуть бути точним зображенням типової взаємодії людини з комп'ютером.
- Встановіть кількісні особливості простоти використання, такі як: число користувачів, що виконують завдання, час для виконання завдання(ь), а також, кількість помилок, допущених в ході виконання завдання(ь).

### Ітеративний дизайн
Після визначення користувачів, завдань і емпіричних вимірювань, виконайте наступні ітераційні кроки щодо змін будови:
      1. Дизайн інтерфейсу користувача.
      2. Тест.
      3. Аналіз підсумків.
      4. Повторення.

### Методи
З часу виникнення галузі у 1980-і роки, з'явилася ціла низка різноманітних методик з викладом способів для проєктування взаємодії людини та комп'ютера. Більшість методологій проєктування, випливають із моделі щодо того, як користувачі, розробники та технічні системи, взаємодіють між собою. Ранні методики, наприклад, розглядають когнітивні процеси користувачів як передбачувані і кількісні, та закликають практиків дизайну, знаходити пізнавальні досягнення науки, у таких галузях, як пам'ять та увага, у разі проєктування призначених для користувача інтерфейсів. Сучасні моделі мають властивість, зосереджуватися на постійному зворотному зв'язку та спілкуванні між користувачами, дизайнерами й інженерами.
   Теорія діяльності: використовується в HCI, щоби визначити і вивчити контекст, у якому відбувається взаємодія людини з комп'ютерами. Теорія діяльності створює основу міркувань про дії у цьому сенсі, аналітичні інструменти з форматом контрольних переліків складників, які дослідники повинні розглянути.
   Спрямований на користувача дизайн: зосереджене на користувача проєктування (UCD), є сучасною, широко застосовуваною філософією дизайну, яка полягає у тому, що користувачі повинні посісти центральне місце у розробленні будь-якої комп'ютерної системи. Користувачі, дизайнери та технічні практики, працюють разом, щоби визначити потреби й обмеження для споживача, та створити систему спрямовану на ці завдання. Часто, зосереджені на користувачі дизайн-проєкти, спираються на етнографічні дослідження, середовище, у якому користувачі будуть взаємодіяти з системою. Ця практика схожа, але не подібна способу широкої участі, коли підтримується можливість для кінцевих користувачів, активно брати участь за допомогою спільних проєктних сесій та семінарів.
   Принципи дизайну інтерфейсу користувача: це сім принципів, які може бути розглянуто у будь-який час у разі проєктування інтерфейсу користувача в будь-якому порядку : Терпимість, простота, видимість, досяжність, насиченість (ступінь щільності), будова та зворотний зв'язок.
   Дизайн, чутливий до цінностей: Value Sensitive Design (ЦЧД), являє собою спосіб побудови технологій, котрі враховують цінності людей, які використовують ці технології безпосередньо, а також тих, хто впливає на технологію, прямо або побічно. ЦЧД використовує ітеративний процес проєктування, який містить три види досліджень: концептуальні, емпіричні та технічні. Емпіричні дослідження — це якісні або кількісні дослідження з галузі дизайну, які застосовуються для сповіщення розробників про зацікавленості, потреби та навички користувачів. Технічні дослідження можуть мати на меті — або аналіз того, як люди використовують пов'язані технології, або проєктування систем для підтримки спільних цінностей, визначених у концептуальних та емпіричних дослідженнях.

## Будова дисплеїв
Дисплеї це штучні пристрої, призначені для зорового представлення інформації, сприйняття відповідних змінних системи, та полегшення подальшого оброблення цих даних. Перед створенням дисплея повинно бути визначене завдання, яке дисплей мусить підтримувати (наприклад, навігація, керування, ухвалення рішень, навчання, розваги та інше). Користувач або оператор повинні мати можливість обробляти будь-які дані, які система виробляє і відтворює; через це інформація мусить показуватися відповідно до принципів в такий спосіб, щоб надавати зручність сприйняття та розуміння обставин.

### Тринадцять правил для розроблення дисплеїв
Крістофер Вікенс та інші визначили 13 засад побудови дисплеїв, у власній книзі «An Introduction to Human Factors Engineering» («Введення до особливостей людського проєктування»).
Ці засади людського сприйняття й оброблення інформації може бути використано для створення найкращої будови дисплея. Скорочення помилок, зменшення потрібного часу навчання, підвищення ефективності та збільшення задоволеності користувачів — ось лише кілька з багатьох дієвих переваг, які може бути досягнуто завдяки використанню цих правил.
Деякі настанови можуть бути незастосовними до різних дисплеїв або подій. Інші засади можуть здаватися суперечливими, і немає простого рішення, щоб сказати, що — одне правило важливіше за інше. Ці положення може бути пристосовано до окремого проєкту або становища. Розуміння функціональної рівноваги між цими настановами, має неабияке значення для дієвого проєктування.

#### Правила сприйняття
1. Робіть дисплеї розбірливими (або чутними). Чіткість і якість відтворення важливі для розробки зручного дисплея. Якщо відтворювані символи або об'єкти будуть мало помітними, оператор не зможе якісно їх використовувати.
2. Уникайте загальних суджень. Не питайте користувача щодо визначення рівня змінної, на основі однієї сенсорної змінної (наприклад, кольору, розміру, гучності). Ці сенсорні змінні можуть містити безліч можливих рівнів.
3. Обробка зверху донизу. Сигнали, швидше за все, сприймаються і визначаються відповідно до очікуваного, на основі досвіду користувача. Якщо сигнал представлено всупереч очікуванням споживача, може знадобитися представлення більш докладного доказу цього сигналу, щоб переконатися, що це було зрозуміло правильно.
4. Посилення надмірності. Якщо гасло представлено більш ніж один раз, більш імовірно, що воно буде правильно зрозуміле. Це можна зробити, представивши знак в різних фізичних формах (наприклад — колір і форма, голос і друк, та інше), але надмірність не має на меті повторення. Світлофор є хорошим прикладом надмірності, оскільки одночасно колір, звук і положення покажчика є надлишковими.
5. Подібність викликає плутанину: використовуйте складники, які відрізняються. Знаки, які здаються схожими, ймовірно будуть плутати. Віднесення подібних функцій до різних характеристик викликає схожість гасел. Наприклад — A423B9 більше схожий на A423B8, ніж 92 на 93. Непотрібні схожі функції повинні бути усунені, а різні завдання повинно бути виділено.

#### Засади ментальної моделі
6. Правило мальовничого реалізму. Дисплей повинен виглядати як змінна, яку він представляє (наприклад — високу температуру на термометрі показано як вищий вертикальний рівень). Якщо є кілька складників, їх можна налаштувати в такий спосіб, щоб вони виглядали так, ніби вони є у представленому середовищі.
7. Положення дії рухомої частини. Рухомі елементи повинні пересуватися у межах і напрямку, сумісному з ментальною моделлю користувача, стосовно того, як він насправді рухається у системі. Наприклад — рухома стрілка на альтиметрі повинна рухатися вгору зі збільшенням висоти.

#### Положення, засновані на увазі
8. Приведення до якнайменших зусиль доступу до даних. Коли увага користувача перенаправляється з одного місця на інше для доступу до потрібних відомостей, це пов'язано з витратами часу або зусиль. Улаштування дисплея повинно зменшувати ці витрати, та дозволяти розташовувати часто доступні джерела у найближчій можливій позиції. Однак, задля зниження цих зусиль, не слід нехтувати належною розбірливістю.
9. Спосіб близької сумісності. Поділ уваги між двома джерелами даних може бути потрібним для виконання одного завдання. Ці джерела мусять бути подумки поєднані і, за визначенням, мати тісну психічну близькість. Витрати на доступ до інформації повинні бути низькими, що може бути досягнуто різними способами (наприклад — близькість, зв'язок за допомогою загальних кольорів, шаблонів, форм та інше). Однак, надмірна близькість дисплея може бути хибною, оскільки викликає занадто багато перешкод.
10. Правило множинних ресурсів. Користувач може легше обробляти дані з різних джерел. Наприклад — зорові та звукові дані може бути представлено одночасно, а не надавати лише зорову або лише слухову інформацію.

#### Правила пам'яті
11. Замініть пам'ять на зорову інформацію. Користувачеві не потрібно зберігати важливі дані винятково у робочій пам'яті, або витягувати її з довготривалої пам'яті. Меню, контрольний список або інший монітор можуть допомогти користувачеві зменшити застосування його власної пам'яті. Однак використання пам'яті може іноді приносити користь користувачеві — усувати потребу посилатися на якийсь тип знань у світі (наприклад — оператор експерт-комп'ютер, волів би використовувати прямі команди з пам'яті, ніж посилатися на керівництво з експлуатації). Застосування знань з голови користувача і загальних світових знань, має бути врівноважено для належного проєктування.
12. Правило передбаченої допомоги. Проактивні дії зазвичай більш ефективні, ніж реактивні дії. Дисплей повинен намагатися усунути ресурсомісткі когнітивні завдання, та замінити їх простішими для сприйняття завданнями, щоб зменшити використання розумових зусиль користувача. Це дозволить користувачеві зосередитися на поточних особливостях і розглянути можливі майбутні умови. Прикладом прогнозованої допомоги є дорожній знак, що позначає відстань до певного пункту призначення.
13. Положення послідовності. Давні звички з одними дисплеями легко переносяться на підтримку роботи на нових дисплеях, якщо вони розробляються послідовно. Тривала пам'ять користувача викликає дії, котрі як очікується, будуть придатними надалі. Дизайн повинен прийняти цей чинник і використовувати узгодженість між різними дисплеями.

## Інтерфейс «людина-комп'ютер»
Інтерфейс «людина-комп'ютер» може бути змальовано як спосіб зв'язку між людиною-користувачем і комп'ютером. Потік даних між людиною та комп'ютером, визначається як коло взаємодії. Ця співдія має кілька аспектів, зокрема:
    Зорова основа: Візуальна людино-комп'ютерна взаємодія, ймовірно, є найбільш поширеною галуззю у дослідженнях HCI (співпраці людини з комп'ютером).

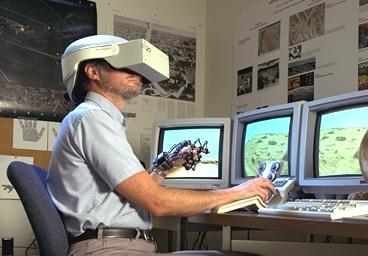
Користувач із дисплеєм, закріпленим на голові, керує ним за допомогою рукавички даних у середовищі віртуальної реальності.

    Звукова основа: Заснована на аудіо-взаємодії  між комп'ютером і людиною, і є ще однією важливою складовою у системах HCI. Ця галузь стосується інформації, отриманої за допомогою різних звукових сигналів.
    Цільове середовище: Умови і цілі, які встановлено для користувача.
    Машинне середовище: Середовище, у якому комп'ютер приєднано до мережі, наприклад, ноутбук студента коледжу у кімнаті гуртожитку.
    Області інтерфейсу: Не накладені одна на одну області, містять процеси між людиною та комп'ютером, котрі не стосуються їхньої взаємодії. Водночас, накладені області стосуються лише процесів, пов'язаних з їхньою взаємодією.
    Вхідний потік: Потік даних, який починається у середовищі завдань, коли користувач має якесь завдання, що вимагає використання власного комп'ютера.
    Вихід: Потік інформації, яка бере свій початок у середовищі машини.
    Зворотний зв'язок: Цикли крізь інтерфейс, що оцінюють, модерують та підтверджують процеси, коли вони переходять інтерфейсом від людини, до комп'ютера і назад.
    Придатність: Це відповідність між комп'ютерним дизайном, користувачем і завданням оптимізації людських ресурсів, потрібних для виконання цього завдання.

## Чинники зміни
Зазвичай, як пояснювалося у журнальній статті, присвяченій моделюванню людино-машинної взаємодії, використання комп'ютера моделювали як діаду, у якій цих двох, було пов'язано вузьким явним каналом зв'язку, як от — текстові термінали. Проведено велику роботу, щоб досягти взаємодії між комп'ютерною системою та людиною. Однак, як зазначено у вступі, досі існує багато ризиків або потенційних збоїв. Через це, людино-машинна взаємодія перемістила увагу за межі інтерфейсу, щоб реагувати на спостереження, як це висловив Д. Енгельбарт: 
«Якби простота використання була єдиним допустимим мірилом, люди дотримувалися б триколісних велосипедів, і ніколи б не спробували двоколісні».
Засоби, за допомогою яких люди взаємодіють з комп'ютерами, продовжують стрімко розвиватися. Людино-комп'ютерна взаємодія залежить від напрямків, які визначають характер майбутньої обчислювальної техніки. Це:
- Зниження витрат на обладнання, що призведе до збільшення пам'яті і швидших систем;
- Зменшення розмірів апаратних засобів, що покращує мобільність;
- Зниження вимог до живлення, сприяє портативності;
- Нові дисплейні технології, що веде до з'явлення обчислювальних пристроїв, у нових формах;
- Спеціалізоване обладнання забезпечує появу нових можливостей;
- Підсилення розвитку мережевих комунікацій та розподілених обчислень;
- Все ширше використання комп'ютерів, особливо людьми, які перебувають за межами обчислювальної професії;
- Підвищення інновацій у способи введення (наприклад - голос, жест, перо) у поєднанні зі зниженням витрат забезпечує швидшу комп'ютеризацію людей, які раніше не потрапили під комп'ютерну революцію;
- Ширші соціальні можливості, які дають змогу поліпшити доступ до комп'ютерів групам, які у теперішній час, перебувають щодо цього у несприятливих умовах.

Як очікується, майбутнє для HCI, що ґрунтується на наявних перспективних дослідженнях, буде мати наступні властивості:
Розподілені обчислення та комунікації. Комп'ютери, як очікується, спілкуватимуться крізь високошвидкісні локальні мережі, з більш широким охопленням мереж на національному рівні, та мобільно — за допомогою інфрачервоних, ультразвукових, стільникових та інших технологій. Дані та обчислювальні послуги будуть доступні для переносних комп'ютерів з багатьох, якщо не більшості місць, до яких користувач подорожуватиме.
Багатофункціональні системи. Системи можуть мати велику кількість функцій пов'язаних між собою. Є так багато систем, що більшість користувачів, технічних або не технічних, не мають часу, щоб вивчити їх у звичний спосіб (наприклад, через грубі керівництва з експлуатації).
Всебічна доступність комп'ютерної графіки. Комп'ютерні графічні можливості, як от: обробка зображень, графічних перетворень, рендеринга і інтерактивної анімації стають поширеним явищем, оскільки недорогі чипи стають доступними для застосування в загальних робочих станціях та мобільних пристроях.
Інтегровані технології. Комерційні системи можуть обробляти зображення, голос, звуки, відео, текст, відформатовані дані. Вони взаємозамінні по лініях зв'язку між користувачами. Окремі вироби побутової електроніки (наприклад — стерео набори, відеомагнітофони, телевізори) і комп'ютери частково зливаються в одне ціле. Комп'ютерні та друковані поля, як очікується, будуть перехресно уподібнюватися.
Взаємодія з високою пропускною здатністю. Швидкість, з якою люди і машини взаємодіють між собою, як очікується, суттєво зросте завдяки змінам у швидкості комп'ютерної графіки, новим медіа та новим пристроям введення / виведення. Це уможливить появу деяких якісно різних інтерфейсів, скажімо — віртуальна реальність або обчислювальне відео.
Великі та тонкі дисплеї. Нові дисплейні технології постійно удосконалюються, що дозволяє використовувати дуже великі та тонкі дисплеї, які легші і мають низьке споживання електрики. Це дуже полегшує обладнання та, ймовірно, дозволить створювати комп'ютерні системи на основі пера на папері.
Інформаційні служби (утиліти). Очікувалося, що буде поширено комунальні інформаційні служби (наприклад, банківські послуги на дому та в магазинах) і спеціалізовані галузеві послуги (наприклад - погода для пілотів). Стрімкість поширення може збільшуватися з введенням взаємодії високої пропускної здатності і поліпшенням якості інтерфейсів.

## Застосування

### Освіта
У 2020-х роках використання застосунків інформаційно-комунікаційних технологій (ІКТ) вкрай необхідно на всіх рівнях освіти. У цьому сенсі виникають складнощі, оскільки, хоча багато вчителів дійсно докладають зусиль для активного залучення цих знань до своєї професії, у багатьох інших випадках цього не відбувається, що може бути пов'язано або з улаштуванням освітньої моделі центрів, в яких вони беруть участь, не замисленням про це (брак ресурсів, відсутність гнучкості для застосування нових методів, нестача визнання людей, які цього застосовують…) або що, у багатьох випадках, знання вчителів з цієї області є дуже обмеженими (це може бути пов'язано з опором змінам, неприйняттям новацій або відданістю традиціям) — інколи менші за ті, якими володіють власне слухачі.
У цьому сенсі технології можуть бути дуже корисними, щоб спростити впровадження цих процесів та їх застосування в освіті, наприклад, завдяки кастомізації, аналітиці, мобільності або соціальним підходам. Однак це завжди повинно супроводжуватися діями професіоналів в галузі викладання, оскільки поліпшення взаємодії людини з комп'ютером не слід розглядати як заміну діям людини.

### Інвалідність
Коли з'явилися перші комп'ютери, стали вноситися удосконалення, щоби зробити їх доступними і корисними для людей з обмеженими можливостями. Однак ці застосунки застаріли з розвитком технологій, через неможливість пристосувати їх до нових обчислювальних пристроїв. Відтоді, були зроблені спроби впровадження новинок щодо взаємодії людини і комп'ютера після спостереження за їхніми перевагами в наданні допомоги людям з обмеженими можливостями, причому деякі з них також використовуються й іншими користувачами, оскільки вони також полегшують їм застосування пристроїв, комп'ютерів. У будь-якому разі, існують ще такі можливості, як синхронний переклад на жестову мову, котрі все ще є недосконалими.
Деякі дизайнери також висловлювалися з цього приводу, наголошуючи на потребі створення проєктів, які з самого початку були би доступними всім людям, щоби нові технології не створювали додаткових труднощів у житті людей з обмеженими можливостями. Хоча вони й не забувають, що є певні користувачі, яким завжди будуть потрібні пристрої з особливими властивостями, щоби забезпечити їх доступність.
Для цього користувачі з особливими потребами повинні мати можливість брати участь у ході проєктування засобів ІКТ, щоби ті були якнайкраще зручними для них. Різні урядові органи також усвідомили ці потреби і, заохочені діями спілок людей з обмеженими можливостями, просували різні заходи, які були ухвалені, особливо в Сполучених Штатах і в Євросоюзі. Деякі з них — це TIDE європейського рівня, який, хоча і не виправдав очікувань на ринку, допоміг зробити таких користувачів помітними та підвищити обізнаність про їхні потреби.